# Rockland (Maine)
Rockland ist eine City im Knox County des Bundesstaates Maine in den Vereinigten Staaten. Im Jahr 2020 lebten dort 6936 Einwohner in 3907 Haushalten auf einer Fläche von 33,26 km². Rockland ist die Shire Town des Knox Countys.

## Geografie
Nach dem United States Census Bureau hat Rockland eine Gesamtfläche von 39,03 km², von der 33,26 km² Land sind und 5,78 km² aus Gewässern bestehen.

### Geografische Lage
Die City Rockland befindet sich auf dem östlichen Teil des Festlandes des Knox Countys und hat einen natürlichen Hafen an der Penobscot Bay. Im Norden grenzt der Chickawaukie Pond an das Gebiet von Rockland. Die Oberfläche ist leicht hügelig, die höchste Erhebung ist der 200 m hohe Dodge Mountain am westlichen Ufer des Chickawaukie Pond.

### Nachbargemeinden
Alle Entfernungen sind als Luftlinien zwischen den offiziellen Koordinaten der Orte aus der Volkszählung 2010 angegeben.
- Norden: Rockport, 4,6 km
- Nordosten: North Haven, 19,8 km
- Osten: Vinalhaven, 37,8 km
- Südosten: Owls Head, 6,6 km
- Süden: Thomaston, 4,6 km
- Westen: Warren, 12,5 km

### Stadtgliederung
In Rockland gibt es mehrere Siedlungsgebiete: Blackinton Corners und Rockland.

### Klima
Die mittlere Durchschnittstemperatur in Rockland liegt zwischen −6,8 °C (20 °Fahrenheit) im Januar und 20,6 °C (69 °Fahrenheit) im Juli. Damit ist der Ort gegenüber dem langjährigen Mittel der USA um etwa 6 Grad kühler. Die Schneefälle zwischen Oktober und Mai liegen mit bis zu zweieinhalb Metern mehr als doppelt so hoch wie die mittlere Schneehöhe in den USA; die tägliche Sonnenscheindauer liegt am unteren Rand des Wertespektrums der USA.

## Geschichte
Erste Siedler in dem Gebiet von Rockland waren John Lermond und seine Brüder, die aus Warren kamen. Sie errichteten 1767 ein Lager und schlugen Eichenholz und Kiefernholz. Nach ihnen wurde das Gebiet Lermonds Cove genannt. Der indianische Name für das Gebiet war Catawamteak, was übersetzt großer Landeplatz bedeutet. Nachdem die Lermonds das Gebiet wieder verlassen hatten, siedelten sich 1769 erneut europäische Siedler an. Sie begannen Blockhäuser zu errichten und Boden für Landwirtschaft urbar zu machen. 1795 gründete John Ulmer ein erstes Werk zum Abbau von Kalk.
Am 28. Juli 1848 wurde Rockland, damals noch unter dem Namen East Thomaston, als Town organisiert. Der Name wurde 1850 in Rockhind geändert. 1854 wurde Rockland als City organisiert.

### Einwohnerentwicklung
| Volkszählungsergebnisse – City of Rockland, Maine | Volkszählungsergebnisse – City of Rockland, Maine | Volkszählungsergebnisse – City of Rockland, Maine | Volkszählungsergebnisse – City of Rockland, Maine | Volkszählungsergebnisse – City of Rockland, Maine | Volkszählungsergebnisse – City of Rockland, Maine | Volkszählungsergebnisse – City of Rockland, Maine | Volkszählungsergebnisse – City of Rockland, Maine | Volkszählungsergebnisse – City of Rockland, Maine | Volkszählungsergebnisse – City of Rockland, Maine | Volkszählungsergebnisse – City of Rockland, Maine |
| Jahr                                              | 1800                                              | 1810                                              | 1820                                              | 1830                                              | 1840                                              | 1850                                              | 1860                                              | 1870                                              | 1880                                              | 1890                                              |
| ------------------------------------------------- | ------------------------------------------------- | ------------------------------------------------- | ------------------------------------------------- | ------------------------------------------------- | ------------------------------------------------- | ------------------------------------------------- | ------------------------------------------------- | ------------------------------------------------- | ------------------------------------------------- | ------------------------------------------------- |
| Einwohner                                         |                                                   |                                                   |                                                   |                                                   |                                                   | 5052                                              | 7316                                              | 7074                                              | 7599                                              | 8174                                              |
| Jahr                                              | 1900                                              | 1910                                              | 1920                                              | 1930                                              | 1940                                              | 1950                                              | 1960                                              | 1970                                              | 1980                                              | 1990                                              |
| Einwohner                                         | 8150                                              | 8174                                              | 8100                                              | 9075                                              | 8899                                              | 9284                                              | 8769                                              | 8505                                              | 7919                                              | 7972                                              |
| Jahr                                              | 2000                                              | 2010                                              | 2020                                              | 2030                                              | 2040                                              | 2050                                              | 2060                                              | 2070                                              | 2080                                              | 2090                                              |
| Einwohner                                         | 7609                                              | 7297                                              | 6936                                              |                                                   |                                                   |                                                   |                                                   |                                                   |                                                   |                                                   |

## Kultur und Sehenswürdigkeiten

### Museen
Das Farnsworth Art Museum ist ein Kunstmuseum in Rockland, es wurde 1948 eröffnet und geht auf die Stiftung von Lucy Farnsworth zurück.

### Bauwerke
In Rockland wurden zwei Distrikte und mehrere Objekte, darunter einige Schiffe, unter Denkmalschutz gestellt und ins National Register of Historic Places aufgenommen.
District
- Main Street Historic District 1978 unter der Register-Nr. 78000182[11]
- Rockland Residential Historic District 1987 unter der Register-Nr. 86003513[12]

Bauwerke

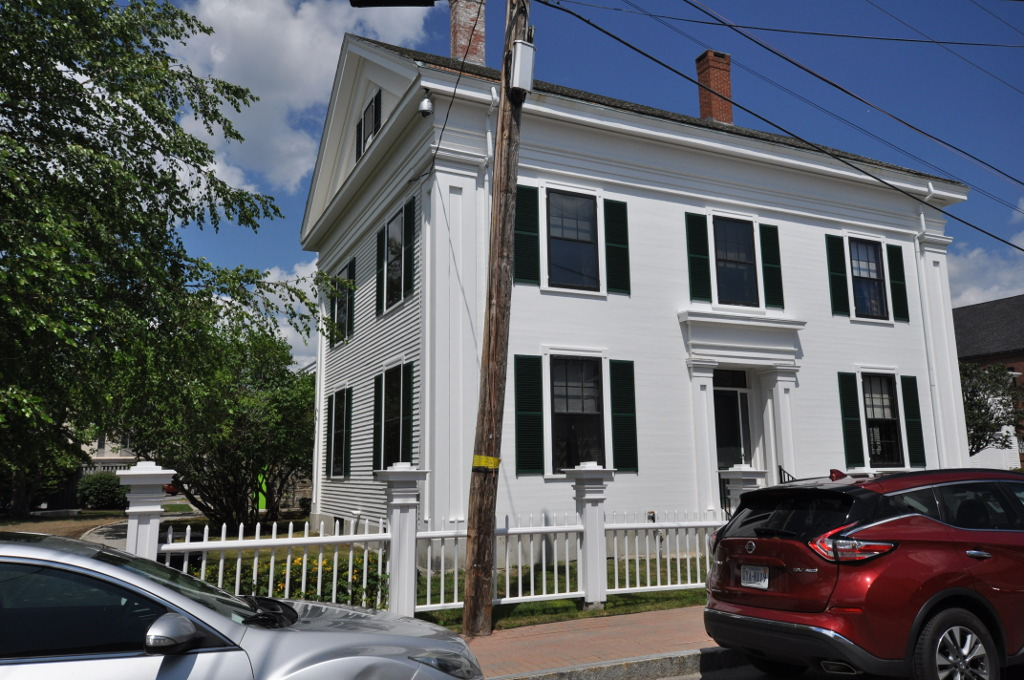
Farnsworth Homestead

- Farnsworth Homestead 1973 unter der Register-Nr. 73000241[13]
- Knox County Courthouse 1977 unter der Register-Nr. 77000075[14]
- Rankin Block 1978 unter der Register-Nr. 78000184[15]
- Rockland Breakwater 2003 unter der Register-Nr. 03000203[16]
- Rockland Breakwater Lighthouse 1981 unter der Register-Nr. 81000067[17]
- Rockland Public Library 1979 unter der Register-Nr. 79000153[18]
- Rockland Railroad Station 1978 unter der Register-Nr. 78000327[19]
- Rockland Turntable and Engine House 1993 unter der Register-Nr. 90001953[20]
- Security Trust Building 1978 unter der Register-Nr. 78000185[21]
- Strand Theatre 2004 unter der Register-Nr. 04001284[22]
- Gen. Davis Tillson House 1983 unter der Register-Nr. 83000464[23]
- Tolman Cemetery 2017 unter der Register-Nr. 100001741[24]
- Timothy and Jane Williams House 2005 unter der Register-Nr. 05001441[25]

### Schiffe

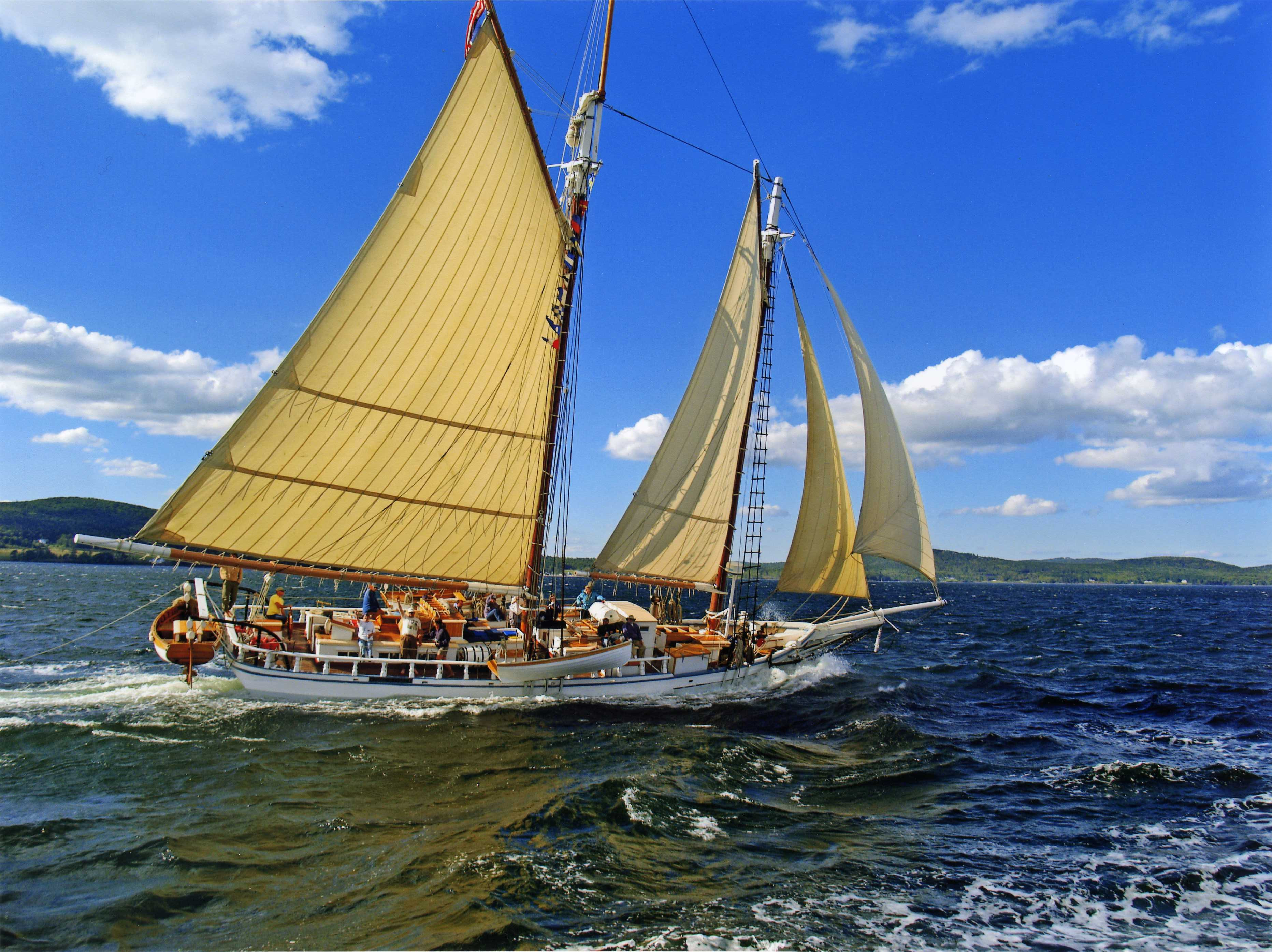
Isaac H Evans

- American Eagle 1991 unter der Register-Nr. 91002064[26]
- Isaac H. Evans 1991 unter der Register-Nr. 91002061[27]
- J. & E. Riggin 1991 unter der Register-Nr. 91002062[28]
- Stephen Taber 1984 unter der Register-Nr. 84001386[29]
- Victory Chimes 1996 unter der Register-Nr. 93000637[30]

## Wirtschaft und Infrastruktur

### Verkehr
Der U.S. Highway 1 verläuft in nordsüdlicher Richtung durch Rockland und verbindet Rockland im Süden mit Portland.
Mehrere Eisenbahn- und Straßenbahnlinien führten durch Rockland, unter denen seit Mitte des 20. Jahrhunderts die Bahnstrecke Portland–Rockland verblieb.

### Öffentliche Einrichtungen
Es gibt mehrere medizinische Einrichtungen oder Krankenhäuser in Rockland, die auch für die Bewohner der umliegenden Gemeinden eine medizinische Versorgung anbieten.
In Rockland befindet sich die Rockland Public Library in der Union Street. Sie wurde in den 1890er Jahren gegründet.

### Bildung
Rockland gehört zusammen mit Cushing, Owls Head, South Thomaston und Thomaston zum Regional School Unit 13.
Im Schulbezirk werden mehrere Schulen angeboten:
- Cushing Community School; Schulklassen Kindergarten bis 5. Schuljahr, in Cushing
- Thomaston Grammar School; Schulklassen Kindergarten bis 5. Schuljahr, in Thomaston
- Ash Point Community School; Schulklassen Kindergarten bis 5. Schuljahr, in Owls Head
- South School; Schulklassen Kindergarten bis 5. Schuljahr, in Rockland
- Oceanside Middle School; Schulklassen 6–8, in Thomaston
- Oceanside High School; Schulklassen 9–12, in Rockland

## Persönlichkeiten

### Söhne und Töchter der Stadt
- Adelbert Ames (1835–1933), General und Politiker
- Hiram Gregory Berry (1824–1863), Generalmajor der Army of the Potomac
- William T. Cobb (1857–1937), Politiker und Gouverneur von Maine
- Maxine Elliott (1868–1940), Bühnenschauspielerin
- David F. Emery (* 1948), Politiker
- Ralph W. Farris (1886–1968), Politiker und Maine Attorney General
- Frank F. Harding (1916–1989), Politiker und Maine Attorney General
- Herbert Lord (1859–1930), Offizier
- Edward C. Moran (1894–1967), Politiker
- Edward Lawry Norton (1898–1983), Elektronikingenieur und Namensgeber des Norton-Theorems
- Walter Piston (1894–1976), Komponist
- Elias S. Stover (1836–1927), Politiker und Vizegouverneur des Bundesstaates Kansas